# メイド・イン・ジャーマニー 1995-2011
『メイド・イン・ジャーマニー 1995-2011』（英語: Made in Germany 1995-2011）は、ドイツのバンドであるラムシュタインのベスト・アルバム。

## 概要
1stアルバム『ヘルツェライト』から6thアルバム『最愛なる全ての物へ』までの、シングルに収録されたリミックス音源を含む全32曲と、新曲を1つ収録したアルバム。
前作まではCDの梱包にジュエルケースまたはデジパックでの発売となっていたが、本作よりのちの作品はデジパックのみの販売となる。ジャケットデザインはメンバーのライフマスクであり、立方体の展開図（十字架型）のように折り畳まれている。また、表紙の顔はランダムに選ばれている。これは2ndアルバム『渇望』のセルフオマージュである。
日本盤はユニバーサルミュージックではなく、日本コロムビアから発売された。ラムシュタインのアルバムでは唯一である。

## 収録曲
作詞作曲はすべて「Rammstein」表記。邦題はユニバーサルミュージックジャパン公式より引用。

### ディスク 1
1. Engel Feat. Bobo（英語版） - エンジェル
2ndアルバム『渇望（英語版）』からの収録。
2. Links 2-3-4 - 前進
3rdアルバム『ムター（ラムシュタインのアルバム）（英語版）』からの収録。
3. Keine Lust - カイネ・ルスト
4thアルバム『ライゼ・ライゼ～南船北馬』からの収録。
4. Mein Teil - マイン・タイル
4thアルバムからの収録。
5. Du hast - ユー・ヘイト
2ndアルバムからの収録。
6. Du riechst so gut - ドゥー・リーヒスト・ゾー・グート
1stアルバム『ヘルツェライト』からの収録。
7. Ich will - 欲望
3rdアルバムからの収録。
8. Mein Herz brennt - 燃える心
3rdアルバムからの収録。
9. Mutter - 母
3rdアルバムからの収録。
10. Pussy - プッシー
6thアルバム『最愛なる全ての物へ』からの収録。
11. Rosenrot - 赤いバラ
5thアルバム『ローゼンロート（英語版）』からの収録。
12. Haifisch - 鮫
6thアルバムからの収録。
13. Amerika - アメリカ
4thアルバムからの収録。
14. Sonne - 太陽
3rdアルバムからの収録。
15. Ohne dich - オーネ・ディヒ
4thアルバムからの収録。
16. Mein Land - マイン・ラント
新曲。
移民と国家主義がモチーフとなっている[1]。
シングルのジャケットはザ・ビーチ・ボーイズのアルバム『サーファー・ガール』のオマージュ。

### ディスク 2
タイトル表記は公式サイトのシングルのリリースページからの引用。このアルバムでの表記はすべて"(RMX BY リミックサー)"となっている。
1. Du riechst so gut (Remix by Faith No More)
6thシングル「ドゥー・リーヒスト・ゾー・グート'98（英語版）」からの収録。
2. Du hast (Remix by Jacob Hellner（英語版）)
4thシングル「ユー・ヘイト（英語版）」からの収録。
3. Stripped (Psilonaut Mix)
7thシングル「ストリップド」からの収録。
ティアマットのメンバーであるJohan Edlund（英語版）によるリミックスアレンジ。
4. Sonne (K.O. Remix)
9thシングル「太陽（ラムシュタインの曲）（英語版）」からの収録。
Clawfinger（英語版）によるリミックスアレンジ。
5. Links 2-3-4 (Westbam（英語版）s Hard Rock Café Bonus Mix)
10thシングル「前進（ラムシュタインの曲）（英語版）」からの収録。
インストゥルメンタル曲。
6. Mutter (Sono（英語版）'s Inkubator Mix)
12thシングル「母（ラムシュタインの曲）（英語版）」からの収録。
7. Feuer frei! (Rammstein Vs. Junkie XL Remix)
13thシングル「撃て！（英語版）」からの収録。
8. Mein Teil (You Are What You Eat Remix Edit)
14thシングル「マイン・タイル（英語版）」及び4thアルバム日本盤からの収録。
ペット・ショップ・ボーイズによるリミックスアレンジ。
9. Amerika (Western Remix)
15thシングル「アメリカ（ラムシュタインの曲）（英語版）」からの収録。
リヒャルトの率いるバンド"エミグレイト（英語版）"の元メンバーであるオルセン・インヴォルティー二（ドイツ語版）によるリミックスアレンジ。
10. Ohne dich (Mina Harker's Ver.)
16thシングル「オーネ・ディヒ（英語版）」からの収録。
ライバッハによるカヴァー。
Mina Harkerは小説『吸血鬼ドラキュラ』の登場人物である。
11. Keine Lust (Black Strobe（英語版） Remix)
17thシングル「カイネ・ルスト（英語版）」からの収録。
12. Benzin (Combustion Remix)
18thシングル「ガソリン（ラムシュタインの曲）（英語版）」からの収録。
メシュガーによるリミックスアレンジ。
13. Rosenrot (Northern Lite（ドイツ語版） Remix)
19thシングル「赤いバラ（英語版）」からの収録。
14. Pussy (Lick it Remix)
22ndシングル「イヒ・トゥー・ディア・ヴェー（英語版）」からの収録。
Scooter（英語版）によるリミックスアレンジ。
15. Rammlied (Rammin` the Steins Remix)
22ndシングルからの収録。
デヴィン・タウンゼンドによるリミックスアレンジ。
16. Ich tu dir weh (Fukkk Offf（英語版） Remix)
22ndシングル12インチシングル盤からの収録。
17. Haifisch (Remix by Hurts)
23rdシングル「鮫（ラムシュタインの曲）（英語版）」からの収録。

## 参加ミュージシャン

### ラムシュタイン
- ティル・リンデマン – ボーカル
- リヒャルト・Z・クルスペ – リードギター・バックボーカル
- パウル・ランダース – リズムギター・バックボーカル
- オリバー・リーデル – ベース
- クリストフ・ドゥーム・シュナイダー – ドラム
- ドクトル・クリスティアン・ローレンツ – キーボード

### 追加ミュージシャン
- Bobo（英語版） – 女声（「Engel」）
- Sven Helbig（英語版） – コーラス・アレンジ（「Mein Teil」）
- ドレスデン室内合唱団（英語版） – コーラス（「Mein Teil」「Amerika」）
  - 指揮者 – アンドレアス・パブスト（ドイツ語版）
- オルセン・インヴォルティーニ（ドイツ語版） – ストリングス・アレンジ（「Mein Herz brennt」「Mutter」「Ohne dich」）
- Bärbel Bühler – オーボエ（「Ohne dich」）
- Köpenicker Zupforchester（ドイツ語版） – マンドリン（「Ohne dich」）